# TDRS-10
El TDRS-10, conocido antes del lanzamiento como TDRS-J, es un satélite de comunicaciones estadounidense operado por la NASA y construido por Boeing como parte del Tracking and Data Relay Satellite System.

## Lanzamiento
Se utilizó un cohete Atlas IIA para lanzar el TDRS-J, en virtud de un contrato con International Launch Services. El lanzamiento se produjo a las 02:42 UTC del 5 de diciembre de 2002, desde el complejo de lanzamiento 36A en la Estación de la Fuerza Aérea de Cabo Cañaveral. Tras el lanzamiento el TDRS-10 se separó de su cohete portador en una órbita de transferencia geosincrónica. A las 01:00 UTC del 14 de diciembre, tras una serie de encendidos de su motor, alcanzó la órbita geoestacionaria.